# Kleinschmalkalden
Kleinschmalkalden ist seit dem 1. Februar 2006 ein Ortsteil von Floh-Seligenthal im thüringischen Landkreis Schmalkalden-Meiningen mit etwa 1150 Einwohnern. Von 1945 bis 1990 trug der Ort den Namen Pappenheim zur Erinnerung an den von den Nationalsozialisten ermordeten Politiker Ludwig Pappenheim.

## Lage
Kleinschmalkalden liegt im Tal der Schmalkalde, nördlich der Stadt Schmalkalden, am Südwesthang des Thüringer Waldes. Hier werden Glocken, Kleineisenwaren und Werkzeuge produziert. In der DDR war der Ort anerkannter Luftkurort. Der Spitzkehrenbahnhof Kleinschmalkalden lag an der Bahnstrecke Schmalkalden–Kleinschmalkalden und Bahnstrecke Kleinschmalkalden–Brotterode.

## Besonderes
Im Ort befindet sich die größte Kuhglocke der Welt. Sie wurde 2003 errichtet, hat eine Höhe von ca. 3,28 Meter und ein Gewicht von 920 Kilogramm.
Kleinschmalkalden war über Jahrhunderte geteilt: Der westlich der Schmalkalde gelegene Teil wurde 1465 erstmals erwähnt und gehörte zum Amt Brotterode in der Herrschaft Schmalkalden, einer Exklave der Landgrafschaft Hessen-Kassel (ab 1866 zu Preußen). Nach 1500 entstand östlich der Schmalkalde eine Ansiedlung, welche zum Amt Tenneberg im Herzogtum Sachsen-Gotha (1640–1918) und ab 1920 zum Freistaat Thüringen gehörte. Aufgrund dessen gibt es im Ort zwei evangelische Kirchen: eine hessische und eine gothaische. Die Vereinigung beider Ortsteile erfolgte am 1. Oktober 1945.

## Persönlichkeiten

### Überblick
Seit 1945 trug die Gemeinde den Namen Ludwig Pappenheims. Pappenheim war Sozialdemokrat, Kommunalpolitiker und Gründer der Schmalkaldener Zeitung „Volksstimme“. Er wurde vom NS-Regime verfolgt und am 4. Januar 1934 im KZ Neusustrum „auf der Flucht erschossen“. Am 27. Juli 1990 wurde die Gemeinde wieder in Kleinschmalkalden umbenannt.
Der ehemalige Minister für Bau und Verkehr des Freistaates Thüringen, Andreas Trautvetter, wurde am 21. September 1955 in Pappenheim geboren.

### Weitere Persönlichkeiten
- Ernst Hoeltzer (* 7. Januar 1835 in Kleinschmalkalden; † 3. Juli 1911 in Isfahan), Telegraphist und Fotograf
- Philipp Hoffmeister (* 17. April 1804 in Eiterhagen; † 5. März 1874 in Marburg), Pfarrer, Zeichner, Naturkundler und Märchensammler, 1829–1840 Pfarrer im damals zu Kurhessen gehörigen Kleinschmalkalden
- Günter Horst (* 10. Oktober 1919 in Kleinschmalkalden), Fußballtrainer in der DDR, arbeitete unter anderem als Assistenztrainer für die Fußballnationalmannschaft der DDR
- Huldreich Heusser (* 1. November 1889 in der Schweiz; † 20. August 1928 in Müncheberg), Rennfahrer, lebte in Kleinschmalkalden und wurde hier beigesetzt
- Ferdinand Ochs (* 9. Juli 1824 in Kleinschmalkalden; † 25. Juli 1879 in Gersfeld) war ein deutscher Verwaltungsbeamter und von 1871 bis 1879 Landrat im Kreis Gersfeld.
- Rudolf Straubel (* 16. Juni 1864 in Kleinschmalkalden; † 2. Dezember 1943 in Jena), Professor für Physik an der Universität in Jena, Mitglied der Geschäftsführung von Carl Zeiss als Nachfolger von Ernst Abbe, Erarbeitung der Pläne für die Saale-Talsperren
- Martin Weber (* 15. April 1954 in Pappenheim), Skispringer
- Georg Wiß (* 6. August 1868 in Kleinschmalkalden; † 28. Mai 1928 in Frankfurt am Main) gründete 1905 die Süddeutsche Automobilfabrik (SAF) in Gaggenau, war Leiter und Geschäftsführer derselben bis 1910 und begann mit der Entwicklung des Autos als Nutzfahrzeug.

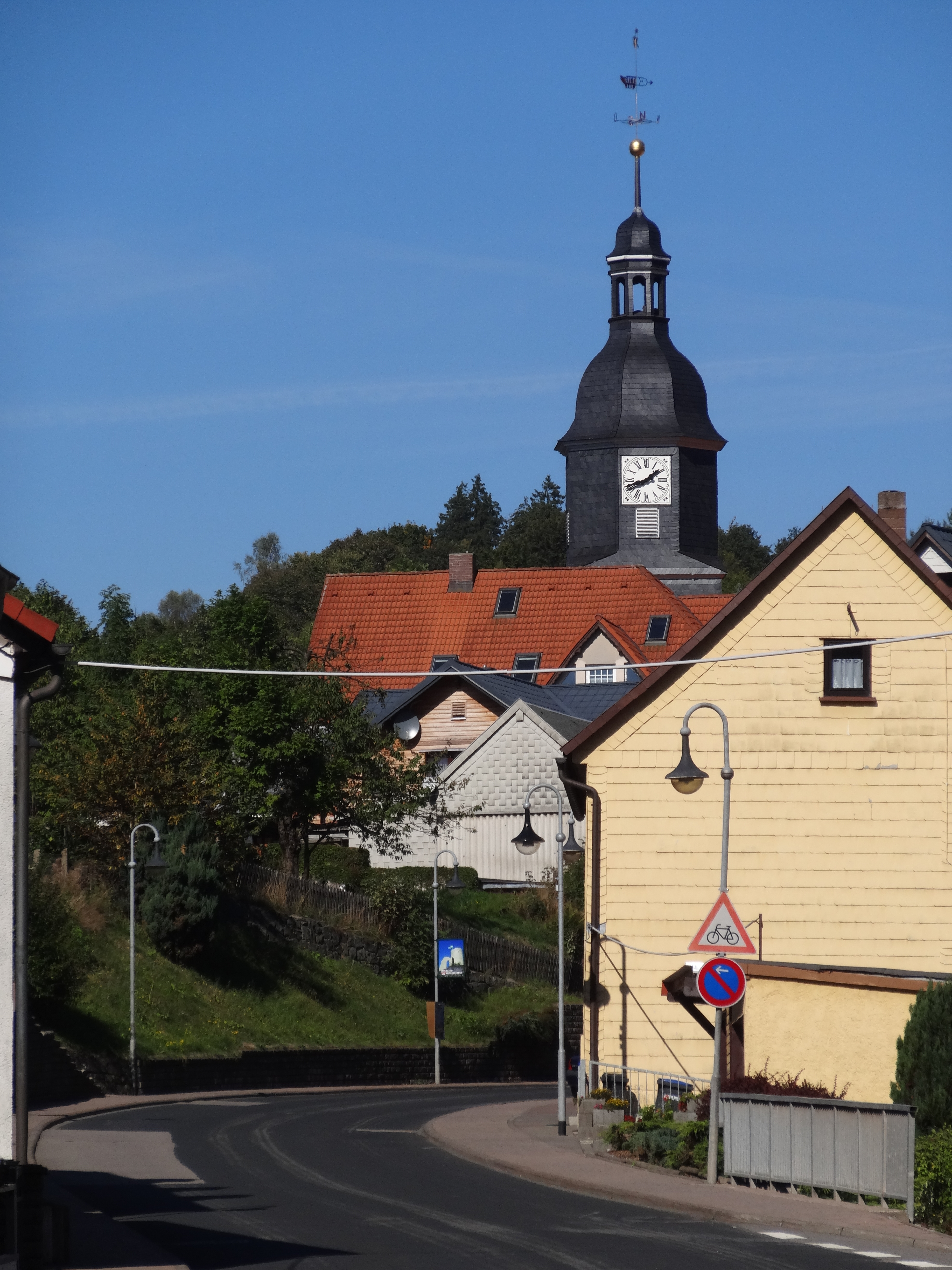
Ortsansicht mit hessischer Kirche
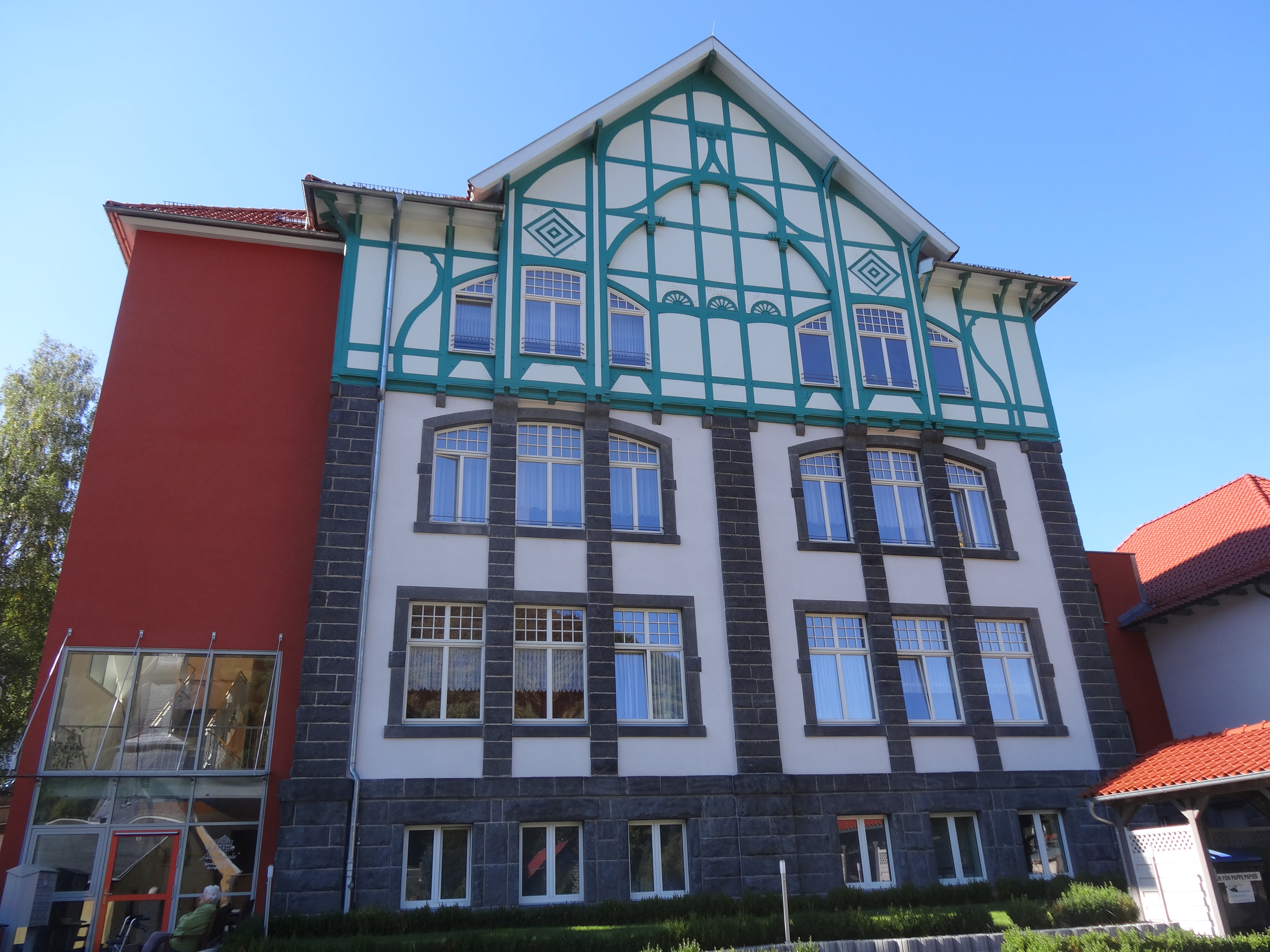
Ehemalige Schule
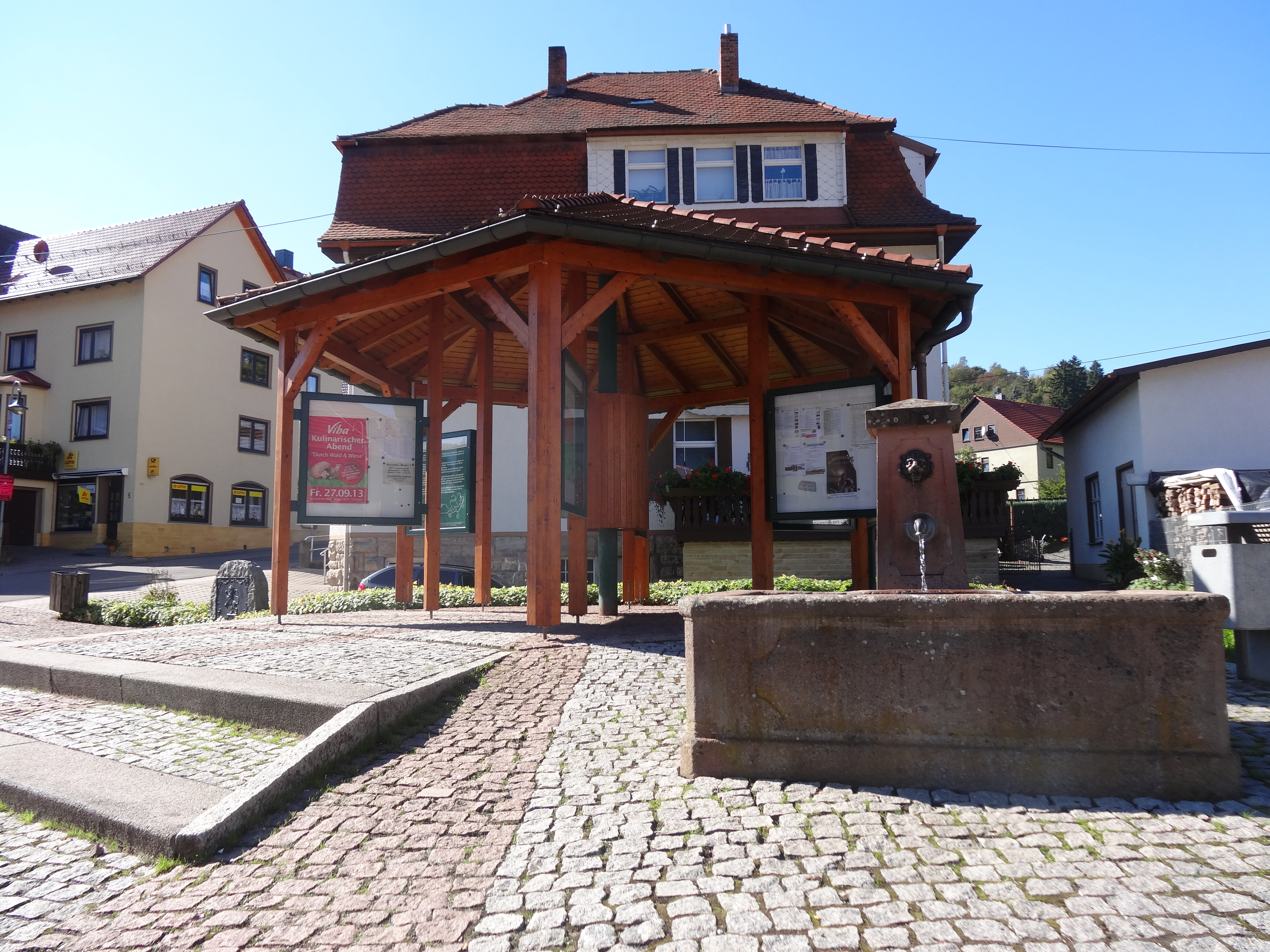
Zentraler Dorfplatz mit Brunnen
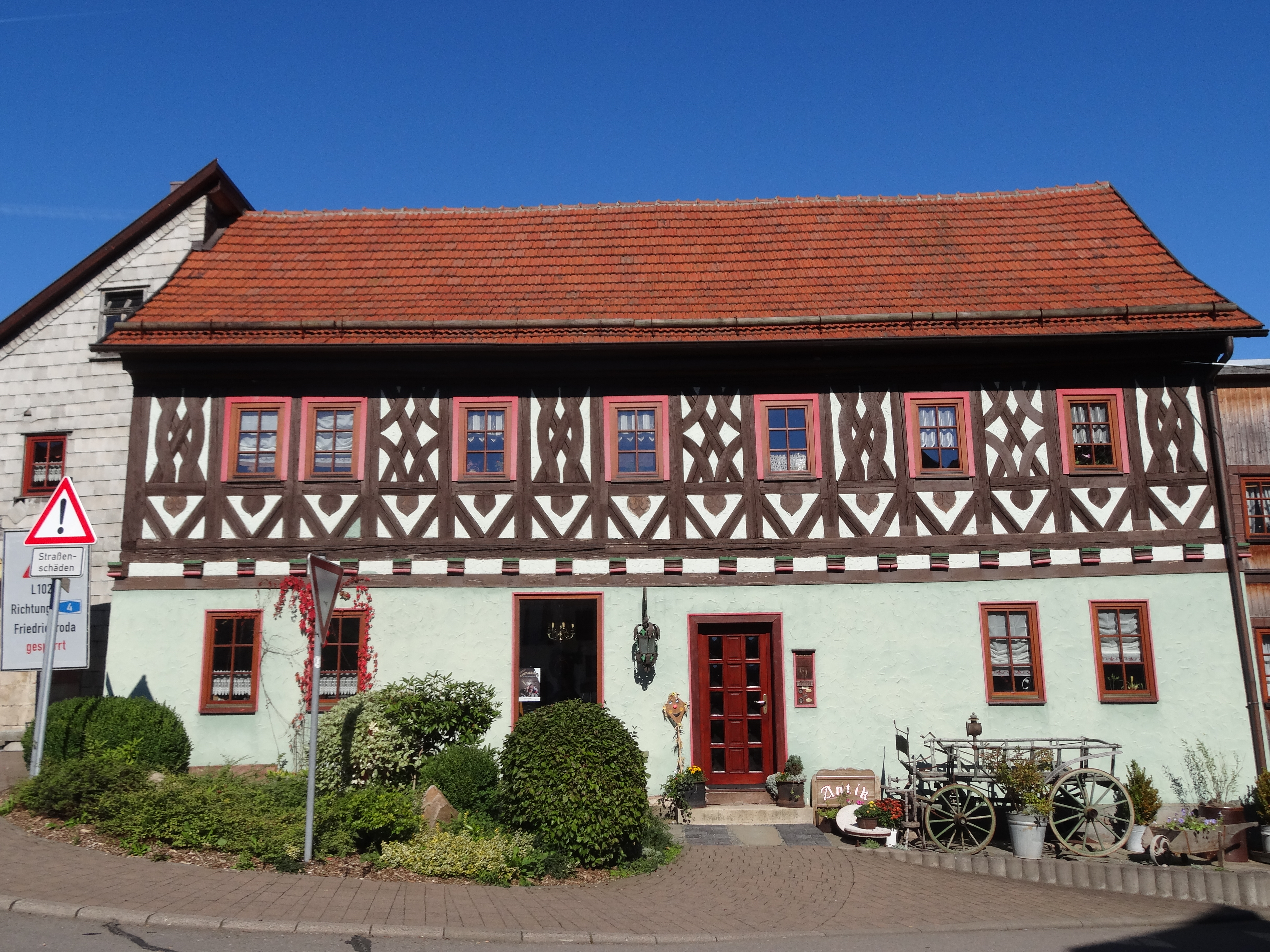
Fachwerkhaus
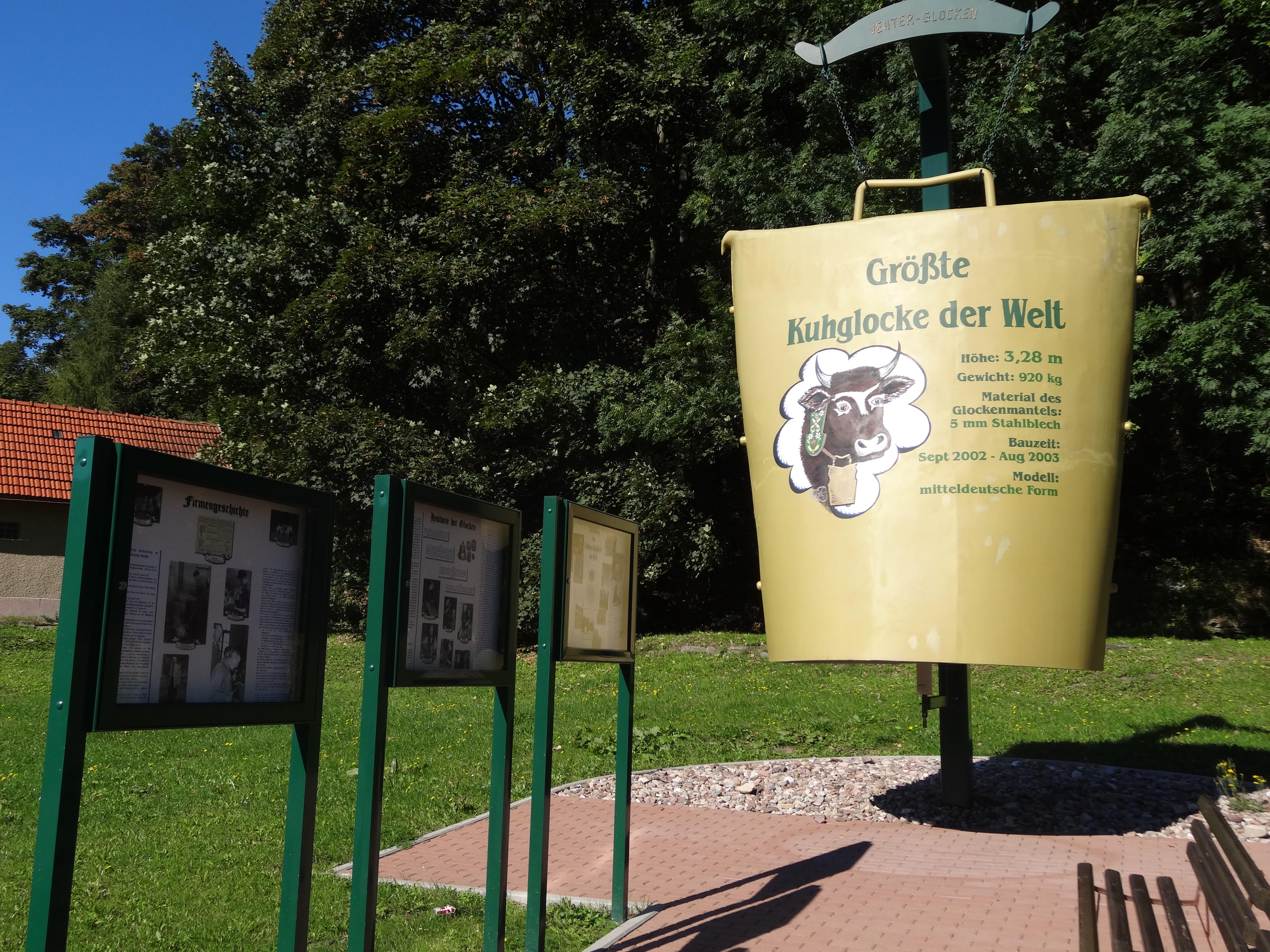
Größte Kuhglocke der Welt
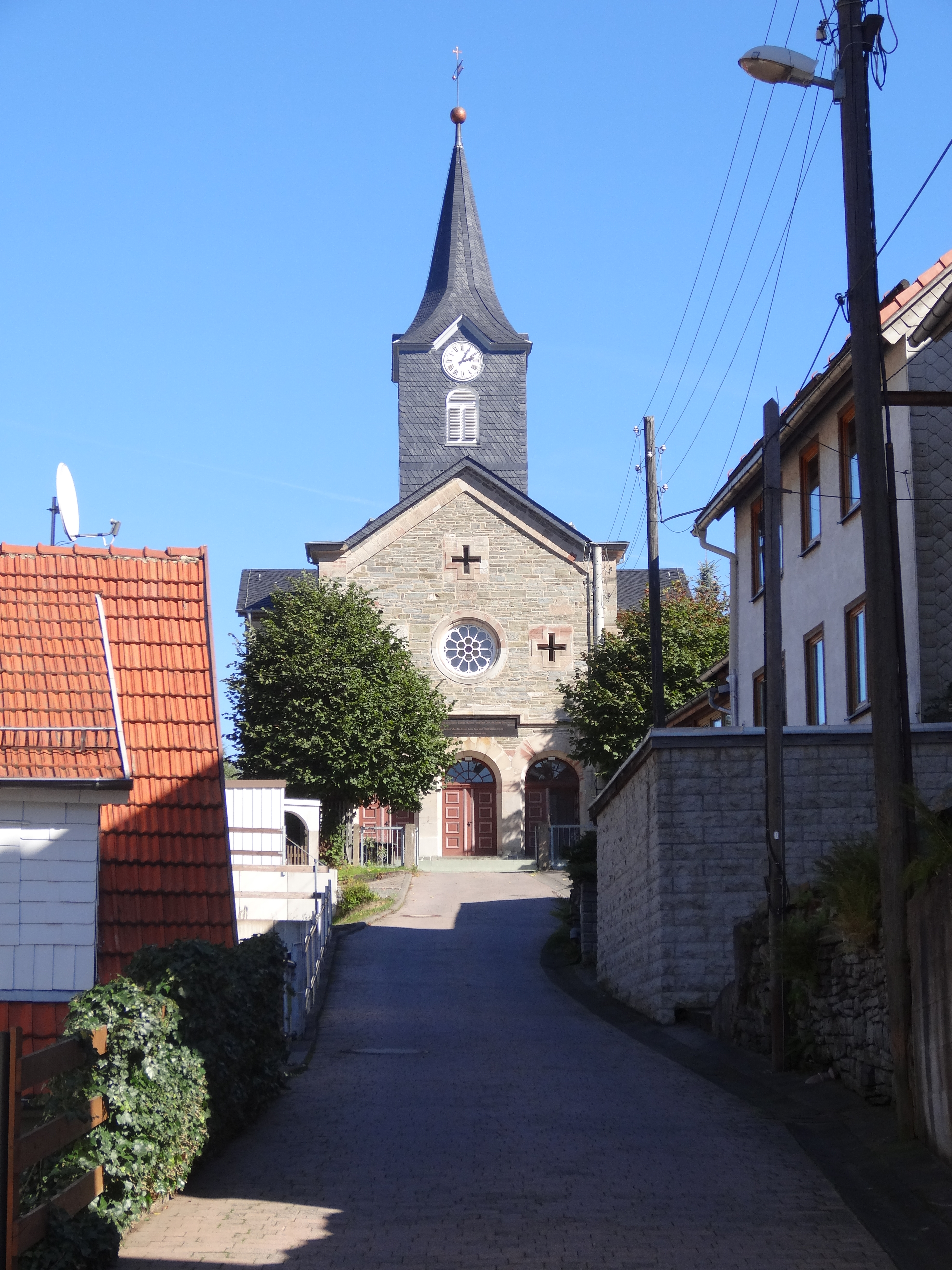
Gothaische Kirche